# STEREO (山崎まさよしのアルバム)
『STEREO (ステレオ)』は、山崎まさよし初のプライベート・アルバム。1996年11月4日発売。発売元はポリドール・レコード。 

## 解説
初めてのプライベート・アルバム。ここでいう "プライベート・アルバム" とは、作詞・作曲・編曲・演奏・ヴォーカルをすべて山崎ひとりが自分のペースで行った、プライベート色の強い作品を言う。公式のディスコグラフィにも「プライベート・アルバム」とジャンル分けされることがある。続編として『STEREO 2』（1997年11月27日）も製作されているが、作詞・作曲・編曲・演奏・ヴォーカルをすべて山崎ひとりがやったものは『ステレオ』シリーズ以外にも存在する。CD帯記載のコピーは、『山崎番外編シリーズ第一弾』。 
2002年5月29日、合計10枚の限定ライヴ・シングル『心拍数』と2枚組のライヴ・アルバム『Transit Time』が同時発売されたが、それらアイテムに「ツバメ」「Mr.Spell Man」を除いた5曲のライヴ音源が分散して収録された（後述）。
CDジャケットは、ファンクラブ会員が選ぶ「好きなジャケット写真～アルバム部門」の第1位に選ばれた。なお、2007年12月19日には、アナログ盤がボックス仕様でリリースされている。

## 収録曲
| 全作詞・作曲・編曲: 山崎将義。 |                           |          |            |      |
| #                              | タイトル                  | 作詞     | 作曲・編曲 | 時間 |
| 1.                             | 「ツバメ」                | 山崎将義 | 山崎将義   | 4:02 |
| 2.                             | 「セロリ（Prototype）」   | 山崎将義 | 山崎将義   | 3:56 |
| 3.                             | 「ただ ただ…」            | 山崎将義 | 山崎将義   | 5:00 |
| 4.                             | 「Mr.Spell Man」          | 山崎将義 | 山崎将義   | 3:34 |
| 5.                             | 「ステレオ」              | 山崎将義 | 山崎将義   | 3:07 |
| 6.                             | 「ふたりでPARISに行こう」 | 山崎将義 | 山崎将義   | 3:46 |
| 7.                             | 「コイン」                | 山崎将義 | 山崎将義   | 3:16 |
| 合計時間:                      | 合計時間:                 | 26:41    |            |      |

### 楽曲解説
1. ツバメ
  - カーテン・窓を開ける音と、その際に聴こえる街の雑踏音で始まる曲。これは当時、山崎自身が住んでいた自宅で録音されたもの。
  - 「霞の向こうに新宿が見える」という歌詞が登場するが、これは同じようにその自宅付近にあった甲州街道から見える景色をイメージしたと語っている。
  - ライヴではピアノを弾きながら披露される事が多い。ライヴDVD『DOMINO ROUND』に弾き語りのライヴ映像が収録されている。
2. セロリ（Prototype）
  - 3rdシングルの別ヴァージョン。翌1997年にSMAPがカヴァーした。ライブテイク収録のものが13thシングル「心拍数（通常版）」のC/W曲として採用されている。
3. ただ ただ…
4. Mr.Spell Man
5. ステレオ
6. ふたりでPARISに行こう
7. コイン
  - 初めてのミュージック・ビデオ集『動く山崎 VIDEO CLIPS 1995-1998』に、唯一「コイン」だけがライヴ映像で収録された。

## 関連作品
- HOME - オリジナルアルバム。「セロリ」収録。
- BLUE PERIOD - ベストアルバム。「セロリ」収録。
- ONE KNIGHT STANDS - ライブアルバム。「ツバメ」「セロリ」「ステレオ」収録。
- WITH STRINGS - ライブアルバム。「ツバメ」「ステレオ」「ふたりでPARISに行こう」収録。
- 心拍数 - ライブアルバム。「セロリ」が通常盤に、「ただ ただ…」が近畿盤に、「ステレオ」が中国盤に収録されている。
- The Road to YAMAZAKI 〜the BEST for beginners〜 - ベストアルバム。「ツバメ」「セロリ」「ただ ただ…」「コイン」収録。